# Bâtiment de Hrant Mumdžijan à Niš
Le bâtiment de Hrant Mumdžijan à Niš (en serbe cyrillique : Зграда Хранта Мумџијана у Нишу ; en serbe latin : Zgrada Hranta Mumdžijana u Nišu) se trouve à Niš, dans la municipalité de Crveni krst et dans le district de Nišava, en Serbie. Il est inscrit sur la liste des monuments culturels protégés de la république de Serbie (identifiant no SK 1915),,.

## Présentation
Le bâtiment, situé 18 Kej Mike Paligoroća sur un plateau au bord de la rivière Nišava, a été construit pour servir de maison familiale à Hrant Mumdžijan, un fabricant de foulards et de châles de Niš,. Il est caractéristique du style éclectique,.
Le bâtiment se compose d'un sous-sol, d'un haut rez-de-chaussée, d'un étage et un toit mansardé, ; les pièces d'angle de la façade principale sont de plan polygonal,. La façade principale, conçue de manière symétrique, est dotée d'un porche avec des piliers qui portent un balcon entouré d'une balustrade ; l'entrée latérale conduit à une véranda au-dessus de laquelle se trouve une grande terrasse d'angle,.